# Charles Williams (skådespelare)
Charles Williams, född 27 september 1898 i Albany, New York, död 3 januari 1958 i Hollywood, Kalifornien, var en amerikansk skådespelare och manusförfattare. Williams medverkade i över 260 filmer och tv-produktioner mellan 1922 och 1956. Han verkade även som manusförfattare vid flera filmer mellan 1932 och 1954. Charles Williams är främst känd för sin roll som George Baileys kusin, Eustace, och kollega vid Building and Loans i Frank Capras film Livet är underbart (1946). 

## Filmografi i urval
- 1932 – Dance Team
- 1932 – Blondie of the Follies
- 1932 – Charmören på Stora Cafét
- 1933 – Spökflygaren
- 1933 – Hasardskeppet
- 1933 – Den dansande Venus
- 1934 – Den gäckande skuggan
- 1934 – Syndabocken
- 1934 – En ängel med temperament
- 1936 – Rhythm on the Range
- 1936 – Charlie Chan på kapplöpning
- 1936 – Hollywood Boulevard
- 1937 – Åh, en sån fästman!
- 1937 – Hollywood
- 1937 – Ta' ner månen
- 1937 – It Happened in Hollywood
- 1937 – Charlie Chan på Broadway
- 1937 – Mr. Dodds affärer
- 1937 – Merry-Go-Round of 1938
- 1937 – Love and Hisses
- 1938 – Mr Moto
- 1938 – Alexanders ragtime band
- 1938 – Little Miss Broadway
- 1938 – Heja Lizzie, friskt humör!
- 1938 – Friskt humör!
- 1938 – Den moderna Eva
- 1939 – Familjen som sprack
- 1939 – Ice Follies
- 1939 – Gangsterläkaren
- 1940 – Männen i mörkret
- 1942 – Blue, White and Perfect
- 1942 – Absolut oskyldig!
- 1942 – Bragdernas man
- 1942 – Manhattan
- 1943 – Always a Bridesmaid
- 1943 – Upp i det blå
- 1944 – Atlantic City
- 1944 – Greenwich Village
- 1944 – Livat ha vi allihop
- 1946 – Vilse
- 1946 – Skandal på nattexpressen
- 1946 – Night and Day
- 1946 – Livet är underbart
- 1947 – Min irländska ros
- 1949 – Domen
- 1949 – Jagad!
- 1950 – Full likvid
- 1951 – En miljonär på kroken
- 1952 – Dollarflickan
- 1952 – Showflickan
- 1955 – Pistolsheriffen